# Yahdun-Lim
 (février 2012).
Si vous disposez d'ouvrages ou d'articles de référence ou si vous connaissez des sites web de qualité traitant du thème abordé ici, merci de compléter l'article en donnant les références utiles à sa vérifiabilité et en les liant à la section « Notes et références ».
Yahdun-Lîm ou Yakhdun-Lîm, était Roi de Mari d'environ 1810 à 1794 av. J.-C. Il succède à son père Yaggid-Lîm, dont on ne sait quasiment rien.

## Biographie
Les évènements du règne de Yahdun-Lîm ne sont connus que dans les principaux points. Dans un premier temps, il renforce son pouvoir autour de Mari. Il soumet des villes situées sur le Moyen Euphrate, dont Terqa, située au nord, et Tuttul. Il entreprend ensuite de s'étendre vers la vallée du Khabur. Il y rencontre l'opposition de Samsî-Addu, souverain d'Ekallâtum qui cherche aussi à s'étendre dans cette région, et il le défait.
Une fois devenu un souverain puissant, il cherche des alliés extérieurs. Il se tourne dans un premier temps vers Alep, à l'ouest, mais choisit finalement Eshnunna à l'est, dont il devient le vassal. Ceci causa une rupture avec Alep, qui soutint une révolte de tribus benjaminites contre Mari. Mais Yahdun-Lîm est victorieux, et pousse même ses expéditions jusqu'au littoral méditerranéen au Liban. Pour défendre sa frontière occidentale, il fonde Dūr-Yahdun-Lîm (« Fort-Yahdun-Lîm ») en amont de Terqa.
Après cette période faste, la fin du règne est difficile. Son fils Sûmû-Yamam le chasse vers 1794. Celui-ci doit faire face à l'invasion des Ekallâtéens amenés par leur roi Samsî-Addu, qui a pris de l'importance depuis sa première défaite. Après deux ans de règne, le nouveau roi mariote est assassiné par ses serviteurs, sans doute à l'instigation de son ennemi qui s'empare alors de Mari.